# Ivo Vejvoda
Ivo Vejvoda (Karlovac, 13. studenog 1911. – Beograd, 1. prosinca 1991.) bio je sudionik Španjolskog građanskog rata i NOB-a, društveno-politički djelatnik i dugogodišnji veleposlanik SFR Jugoslavije.

## Životopis
Rođen je 13. studenog 1911. u Karlovcu, od oca Ivana Vejvode, Čeha, i majke Štefanije, rođ. Krznarić. Nakon završene osnovne škole i gimnazije, 1930. godine odlazi u Prag gdje studira arhitekturu. Kao praški student i nositelj čehoslovačke putovnice, bio je dodijeljen kao kurir Mustafi Golubiću, suradniku Kominterne po partijskom zadatku. Nakon povratka u Jugoslaviju, postao je član Komunističke partije Jugoslavije (KPJ) 1933. godine, a zbog svog revolucionarnog rada više puta je hapšen i proganjan.
Zajedno sa grupom jugoslavenskih studenata, među kojima su bili i Ratko Pavlović Ćićko, Veljko Vlahović, Mirko Kovačević i drugi, u siječnju 1937. godine odlazi u Španjolsku gdje se bori u redovima Internacionalnih brigada za obranu Španjolske Republike protiv fašizma.
U veljači 1939. nakon pada Barcelone i poraza Španjolske Republike, zajedno s ostalim borcima internacionalnih brigada odlazi u Francusku. Tijekom boravka u Francuskoj bio je u koncentracijskim logorima Saint Cyprien i Girs. Krajem 1940. godine, uspio je pobjeći iz logora i vratiti se u Kraljevinu Jugoslaviju.
Učesnik je NOB-a od 1941. godine. Za vrijeme rata bio je:
- politički komesar Primorsko-goranskog partizanskog odreda
- politički komesar Grupe Primorsko-goranskih partizanskih odreda
- politički komesar Pete operativne zone
- načelnik Odjeljenja za propagandu Glavnog štaba NOV i PO Hrvatske
- član Odsjeka za propagandu ZAVNO Hrvatske.

Nakon oslobođenja Jugoslavije obnašao je razne odgovorne društvene i političke dužnosti:
- prvi poslijeratni direktor i glavni urednik Tanjuga (1944. – 1947.)
- veleposlanik FNRJ u Brazilu (1952. – 1955.)
- veleposlanik FNRJ u Čehoslovačkoj (1955. – 1956.)
- veleposlanik FNRJ u Ujedinjenom Kraljevstvu (1956. – 1960.)
- veleposlanik FNRJ/SFRJ u Italiji (1962. – 1967.)
- veleposlanik SFRJ u Francuskoj (1967. – 1971.)
- pomoćnik državnog tajnika za vanjske poslove
- član Vijeća Federacije i drugo.

Imao je čin pukovnika JNA u pričuvi, a povremeno se bavio novinarskim i publicističkim radom.
Umro je 1. prosinca 1991. u Beogradu i pokopan u Aleji zaslužnih građana na Novom groblju u Beogradu .
Nosilac je Partizanske spomenice 1941. i druga jugoslavenska odlikovanja, među kojima su Orden bratstva i jedinstva sa zlatnim vijencem, Orden partizanske zvijezde sa srebrnim vijencem i Orden zasluga za narod sa srebrnim zrakama.

### Obitelj
Prva supruga bila mu je Čehinja Vera Vejvoda (1915. – 1941. ), koju je upoznao u Pragu tijekom studija. Ona je također bila sudionica Španjolskog građanskog rata i Narodnooslobodilačke borbe, a poginula je 20. listopada 1941. u borbi s Talijanima u Gorskom kotaru. S njom je imao sina Marjana Vejvodu. Nakon rata, u drugom braku sa suprugom Olgom, dobio je sinove Ivana Vejvodu (1949.), danas politolog u Srbiji, Gorana Vejvodu (1956.), danas poznati glazbenik u Parizu, te Srđana Vejvodu (1952.), danas fotografa koji živi u SAD-u.
Njegova rođena sestra Vera Vejvoda (Karlovac, 1917. – 2002.) također je bila sudionica NOR-a, a nakon rata završila je arheologiju i prošla sve stupnjeve u Arheološkom muzeju u Zagrebu, od knjižničarke i pripravnice do v.d. ravnateljice, da bi na kraju karijere bila i savjetnica u Republičkom odboru za prosvjetu, kulturu i fizičku kulturu u Zagrebu.